# 83. østlige længdekreds
Den 83. østlige længdekreds (eller 83 grader østlig længde) er en længdekreds, der ligger 83 grader øst for nulmeridianen. Den løber gennem Ishavet, Asien, det Indiske Ocean, det Sydlige Ishav og Antarktis.